# Ödets redskap
Ödets redskap är en svensk film från 1922 i regi av Robert Dinesen. 

## Om filmen
Filmen premiärvisades 8 maj 1922 på biograf Palladium i Stockholm. Filmen spelades in 1919 vid Palladiumfilms ateljéer i Hellerup Danmark med exteriörer från Köpenhamn och Lundtofte av Sophus Wangøe.

## Roller i urval
- Astri Torsell - Louise von Winge, änka
- Ernst Eklund - Augustus Ferrer
- Clara Schønfeld - Gamla fru von Winge